# Stefanie Jacobs
Stefanie Jacobs (* 1981 in Bad Salzungen) ist eine deutsche literarische Übersetzerin.

## Leben
Stefanie Jacobs machte zunächst eine Ausbildung zur Bankkauffrau; anschließend studierte sie an der Heinrich-Heine-Universität Düsseldorf Literaturübersetzen (Diplom) für die Sprachen Englisch und Französisch. Sie arbeitet seit 2006 als freie Übersetzerin; zu den von ihr übersetzten Autoren zählen unter anderem Lauren Groff, Miranda July, Jonathan Safran Foer, Nick Cave, Emily Ruskovich, Lisa Halliday und Edna O’Brien.
Stefanie Jacobs wurde für ihre Arbeit 2023 mit dem Heinrich Maria Ledig-Rowohlt-Preis ausgezeichnet. Sie lebt mit ihrer Familie in Wuppertal.

## Übersetzungen (Auswahl)
- Woody Allen. Ganz nebenbei. Rowohlt, 2020. (zus. mit Hainer Kober, Andrea O’Brien und Jan Schönherr)
- Ronan Bennett. Zugzwang. Berlin: Bloomsbury Berlin, 2007.
- Coralie Bickford-Smith. Der Fuchs und der Stern. Frankfurt / Main: Insel, 2016.
- Coralie Bickford-Smith. Der Baum und der Vogel. Insel, 2021.
- Coralie Bickford-Smith. Das Eichhörnchen und der verlorene Schatz. Insel, 2023.
- Lizzie Damilola Blackburn. Yinka, wo bleibt dein Date? Atlantik, 2022
- Carrie Brownstein. Modern Girl. Mein Leben mit Sleater-Kinney. Benevento Books, 2016.
- Nick Cave. Der Tod des Bunny Munro. Köln: Kiepenheuer & Witsch, 2009.[5]
- K-Ming Chang. Bestiarium. Hanser Berlin, 2021.
- Melissa Febos. Girlhood. Kjona, 2023.
- Jonathan Safran Foer. Wir sind das Klima! Kiepenheuer & Witsch, 2019. (zus. mit Jan Schönherr)[5]
- Maria Gianferrari / Felicita Sala. Sei wie ein Baum! Insel, 2022.
- Alex Gilvarry. Bekenntnisse eines friedfertigen Terroristen. Suhrkamp Nova, 2012. (zus. mit Hannes Meyer)
- David Gordon. Mystery Girl. Suhrkamp, 2014.
- Lauren Groff. Licht und Zorn. Berlin: Hanser Berlin, 2016.
- Lauren Groff. Florida. Hanser Berlin, 2019.
- Lauren Groff. Matrix. Claassen, 2022.
- Lauren Groff. Die weite Wildnis. Claassen, 2023.
- Mireille Guiliano. Mit Verstand und Gefühl – Frauen im Beruf und die Kunst des Savoir-Faire. Bloomsbury Berlin, 2010. (zus. mit Monika Schmalz)
- Gerry Hadden. Alles wird unsichtbar. Piper, 2017. (zus. mit Simone Jakob)
- Lisa Halliday. Asymmetrie. Hanser, 2018.
- Miranda July. Der erste fiese Typ. Köln: Kiepenheuer & Witsch, 2015.[5]
- Miranda July. Auf allen vieren. Köln: Kiepenheuer & Witsch, 2024.[5]
- Benjamin Kunkel. Unentschlossen. Berlin: Bloomsbury Berlin, 2006.
- Simon Lelic. Ein toter Lehrer. Droemer, 2011.
- Simon Lelic. Das Kind, das tötet. Droemer, 2013.
- Ben Marcus. Nachrichten aus dem Nebel. Hoffmann & Campe, 2021. (zus. mit Jan Schönherr)
- Anthony Marra. Die niedrigen Himmel. Suhrkamp, 2014. (zus. mit Ulrich Blumenbach)
- Anthony Marra. Letztes Lied einer vergangenen Welt. Suhrkamp, 2016 (zus. mit Ulrich Blumenbach)
- Susanna Mattiangelli / Felicita Sala. Das verwunschene Versteck. Suhrkamp, 2022.
- Elizabeth McKenzie. Im Kern eine Liebesgeschichte. Dumont, 2018.
- Eoin McLaughlin / Polly Dunbar. Umarmst du mich mal? Insel, 2019.
- Eoin McLaughlin / Polly Dunbar. Lass dich drücken! Insel, 2022.
- Maile Meloy / Felicita Sala. Der Oktopus haut ab. Insel, 2023
- Mary Miller. Always Happy Hour. Hanser Berlin, 2021.
- Edna O’Brien. Die Fünfzehnjährigen. Atlantik, 2018.
- Lisa OʼDonnell. Bienensterben. Dumont, 2013.
- Lisa O’Donnell. Die Geheimnisse der Welt. Dumont, 2015.
- Rajesh Parameswaran. Ich bin Henker. Köln: Kiepenheuer & Witsch, 2013.[5]
- Ammi-Joan Paquette/ Felicita Sala, Großvaters Walnuss. Insel, 2023.
- Frances de Pontes Peebles. Die Schneiderin von Pernambuco. Berlin: Bloomsbury Berlin, 2008.
- Rosie Price. Der rote Faden. Rowohlt, 2020.
- Shreyas Rajagopal. Scar City. Ullstein, 2014. (zus. mit Simone Jakob)
- Emily Ruskovich. Idaho. Berlin: Hanser Berlin, 2015.
- Gregory Sherl. Ab morgen ein Leben lang. Dumont, 2014. (zus. mit Simone Jakob)
- Jacques Strauss. Das Jahr meiner zweifelhaften Erlösung. Berlin: Berlin Verlag, 2013.
- Mark Watson. Elf Leben / Ich könnte am Samstag. Eichborn, 2011.
  - 2015: Hörspielbearbeitung des NDR, Regie: Irene Schuck
- Neil Young. Ein Hippie-Traum ‒ Die Autobiografie. Kiepenheuer & Witsch, 2012. (zus. mit Michael Kellner und Hans-Ulrich Möhring)[5]